# Homalopygus commensalis
Homalopygus commensalis är en skalbaggsart som beskrevs av George Lewis 1885. Homalopygus commensalis ingår i släktet Homalopygus och familjen stumpbaggar. Inga underarter finns listade i Catalogue of Life.